# 今際の死神
「今際の死神」（いまわのしにがみ 仏題：le faucheur dans le lit de mort）は、林原めぐみの42枚目のシングル。2017年2月22日にKING AMUSEMENT CREATIVEから発売された（KICM-3320）。

## 概要
2016年2月に発売された前作『薄ら氷心中』より約1年ぶりとなるシングル。前作に続き、表題曲とカップリング曲「命の息吹き」ともにシンガーソングライターの椎名林檎によるプロデュースで、「今際の死神」はテレビアニメ『昭和元禄落語心中』第2期シリーズ（2017年1月〜3月放送）のオープニングテーマとして書き下ろされた。

## 収録曲
| 全作詞・作曲: 椎名林檎。 |                                     |           |            |                 |      |
| #                        | タイトル                            | 作詞      | 作曲・編曲 | 編曲            | 時間 |
| 1.                       | 「今際の死神」                      | 椎名林檎  | 椎名林檎   | 斎藤ネコ        | 3:02 |
| 2.                       | 「命の息吹き」                      | 椎名林檎  | 椎名林檎   | 林正樹 椎名林檎 | 2:49 |
| 3.                       | 「今際の死神（OFF VOCAL VERSION）」 | 椎名林檎  | 椎名林檎   |                 | 3:02 |
| 4.                       | 「命の息吹き（OFF VOCAL VERSION）」 | 椎名林檎  | 椎名林檎   |                 | 2:48 |
| 合計時間:                | 合計時間:                           | 合計時間: | 11:41      |                 |      |

## 参加アーティスト
| 今際の死神 - drums：みどりん - bass：鳥越啓介 - piano：林正樹 - flute：山本拓夫 - harp：朝川朋之 - strings：斎藤ネコカルテット - 1st.violin：斎藤ネコ - 2nd.violin：グレート栄田 - viola：山田雄司 - cello：藤森亮一 - tubular bells：椎名林檎 | 命の息吹き - drums：みどりん - bass：鳥越啓介 - piano：林正樹 - flute：山本拓夫 |

## 収録アルバム
| 曲名       | 収録アルバム                                                     | 発売日         | 規格品番  |
| ---------- | ---------------------------------------------------------------- | -------------- | --------- |
| 今際の死神 | 『「林原めぐみ 1st LIVE -あなたに会いに来て-」配信限定アルバム』 | 2017年12月13日 | NOPA-1644 |
| 今際の死神 | 『Fifty〜Fifty』                                                 | 2018年3月30日  | KICS-3693 |